# Адріана Карамбе
Адріа́на Карамбе́ (фр. Adriana Karembeu, до шлюбу Склена́рікова (словац. Adriana Sklenaříková); нар. 17 вересня 1971 року, Брезно, Чехословаччина) — словацька супермодель та акторка.

## Кар'єра
Завдяки зросту в 185 см швидко привернула увагу нью-йоркського модельного агентства «Next» і міланського «Elite Modeling». І хоча справжній успіх принесло обрання Wonder Bra Girl для компанії «Wonder Bra», вона вже встигла знятися в безлічі рекламних роликів.
На початку кар'єри працювала в агентствах Next (Нью-Йорк) і Elite Modeling (Мілан). Представляла компанії: «Byron Lars», «Laura Biagiotti», «Levante Hosiery», «Love Sex Money», «Onyx Jeans», «Peroni Beer», «Red Point», «Roberto Cavalli».
Як акторка Скленарікова з'явилася в кількох фільмах, включаючи «Астерікс на Олімпійських іграх» (2008).
Колишня рекордсменка Книги рекордів Гіннеса як володарка найдовших ніг у світі (пізніше категорію прибрали з Книги рекордів).

## Особисте життя
22 грудня 1998 року в Іспанії одружилася з футболістом Крістіаном Карамбе.
14 червня 2014 одружилася з вірменським бізнесменом Арамом Оганяном.